# Campeonato de Oceanía de Taekwondo de 2018
El IV Campeonato de Oceanía de Taekwondo se celebró en Mahina (Francia) en 2018 bajo la organización de la Unión de Taekwondo de Oceanía.
En total se disputaron en este deporte ocho pruebas diferentes, cuatro masculinas y cuatro femeninas.

## Resultados

### Masculino
| Evento | Oro                              | Plata                                | Bronce                                                                  |
| ------ | -------------------------------- | ------------------------------------ | ----------------------------------------------------------------------- |
| –58 kg | Safwan Khalil Australia          | Adrian Abela Australia               | Raimana Rataro-Tuihaa Polinesia Francesa Bailey Malcolm Lewis Australia |
| –68 kg | Thomas Afonczenko Australia      | Thomas Auger Australia               | Thomas Burns Nueva Zelanda William Afonczenko Australia                 |
| –80 kg | Jack Marton Australia            | Cameron Taylor Australia             | Peter Babka Polinesia Francesa Tinirau Remuela Polinesia Francesa       |
| +80 kg | Arash Mozhdeh Jouybari Australia | Lloyd Tuarai Hery Polinesia Francesa | Reynald Chan Polinesia Francesa Adam Leslie Meyers Australia            |

### Femenino
| Evento | Oro                          | Plata                            | Bronce                                                            |
| ------ | ---------------------------- | -------------------------------- | ----------------------------------------------------------------- |
| –49 kg | Tamzin Christoffel Australia | Saffron Tambyrajah Australia     | Bridie Keogh Australia Barbara Louis Polinesia Francesa           |
| –57 kg | Stacey Hymer Australia       | Kyah English Australia           | Carmen Marton Australia Victoria Arsapin Nueva Zelanda            |
| –67 kg | Ruth Hock Australia          | Katarzyna Bartnikowska Australia | Averii Gatien Polinesia Francesa Sophia Tehiva Polinesia Francesa |
| +67 kg | Reba Stewart Australia       | Emily Stellino Australia         | Chelsea Hobday Australia Moehau Faaite Polinesia Francesa         |

## Medallero
| Núm. | País               | Oro | Plata | Bronce | Total |
| ---- | ------------------ | --- | ----- | ------ | ----- |
| 1    | Australia          | 8   | 7     | 6      | 21    |
| 2    | Polinesia Francesa | 0   | 1     | 8      | 9     |
| 3    | Nueva Zelanda      | 0   | 0     | 2      | 2     |
|      | TOTAL              | 8   | 8     | 16     | 32    |